# Личанська сільська рада
Личанська сільська рада — колишній орган місцевого самоврядування у Києво-Святошинському районі Київської області з адміністративним центром у с. Личанка.

## Населені пункти
Сільській раді підпорядковані населені пункти:
- с. Личанка